# Peter Glynn
Peter Glynn (Widnes, Inglaterra; 7 de enero de 1952 – 27 de enero de 2024) fue un jugador de rugby inglés que jugó en las posiciones de Fullback, Wing, Centro y Stand-off.

## Carrera

### Club
| Periodo | Club               |
| ------- | ------------------ |
| 1975–83 | St. Helens RFC     |
| 1983–89 | Salford Red Devils |
| 1989    | Chorley Borough    |
| 1989–91 | Trafford Borough   |

### Selección nacional
Representó a Inglaterra en dos ocasiones en 1979 ante Gales y Francia.

## Logros
- Challenge Cup (1): 1976